# Grozny Avia
Grozny Avia (em russo:  Грозный Авиа) era uma companhia aérea russa com sede em Grózni. Sua base principal é o Aeroporto de Grózni.

## História
A companhia aérea foi fundada em 17 de agosto de 2007 pelo fundo público regional Ramzan Kadyrov por ordem do presidente da Chechênia. A companhia aérea encerrou suas operações em 2016.

## Frota
A frota da Grozny Avia consistia nas seguintes aeronaves (Novembro de 2012):
| Aeronaves       | Total | Notas |
| --------------- | ----- | ----- |
| Yakovlev Yak-42 | 6     |       |
| Total           | 6     |       |